# El Bilal Touré
El Bilal Touré (Adjamé, Costa de Marfil, 3 de octubre de 2001) es un futbolista maliense que juega de delantero en el Atalanta B. C. de la Serie A.

## Trayectoria
El Bilal Touré comenzó su carrera deportiva en el Stade de Reims, con el que debutó el 1 de febrero de 2020 en un partido de la Ligue 1, que terminó con victoria por 4-1 frente al Angers S. C. O., donde además marcó su primer gol. En total consiguió nueve en 68 partidos.
El 1 de septiembre de 2022 se confirmó su fichaje por la Unión Deportiva Almería de España por seis temporadas. En la primera de ellas estuvo varias semanas de baja por una lesión y consiguió siete goles en los 21 partidos que disputó. Ese fue su único año en Almería y en julio de 2023, con su traspaso al Atalanta B. C., se convirtió en la venta más elevada en la historia de la entidad almeriense.
En su primera campaña en Italia marcó tres goles en diecisiete encuentros y contribuyó a ganar la Liga Europa de la UEFA. La siguiente temporada se marchó a Alemania después de ser cedido al VfB Stuttgart.

## Selección nacional
El Bilal Touré ha sido internacional sub-20 y sub-23 con la selección de fútbol de Malí, proclamándose campeón de la Copa Africana de Naciones Sub-20 2019 con su país.

## Clubes
| Club                   | País     | Año       |
| ---------------------- | -------- | --------- |
| Stade de Reims         | Francia  | 2020-2022 |
| U. D. Almería          | España   | 2022-2023 |
| Atalanta B. C.         | Italia   | 2023-     |
| VfB Stuttgart (cedido) | Alemania | 2024-2025 |

## Palmarés

### Títulos nacionales
| Título           | Club          | País     | Año  |
| ---------------- | ------------- | -------- | ---- |
| Copa de Alemania | VfB Stuttgart | Alemania | 2025 |

### Títulos internacionales
| Título                 | Club (*)                 | Sede   | Año  |
| ---------------------- | ------------------------ | ------ | ---- |
| Copa África sub-20     | Selección sub-20 de Malí | Níger  | 2019 |
| Liga Europa de la UEFA | Atalanta B. C.           | Dublín | 2024 |

(*) Incluyendo la selección.